# المطالب الإقليمية بالقارة القطبية الجنوبية

خريطة المطالبات الإقليمية بالقارة القطبية الجنوبية، بما في ذلك أرض ماري بيرد غير المطالب بها:
الأرجنتين
أستراليا
تشيلي
فرنسا
نيوزيلندا
النرويج
المملكة المتحدة

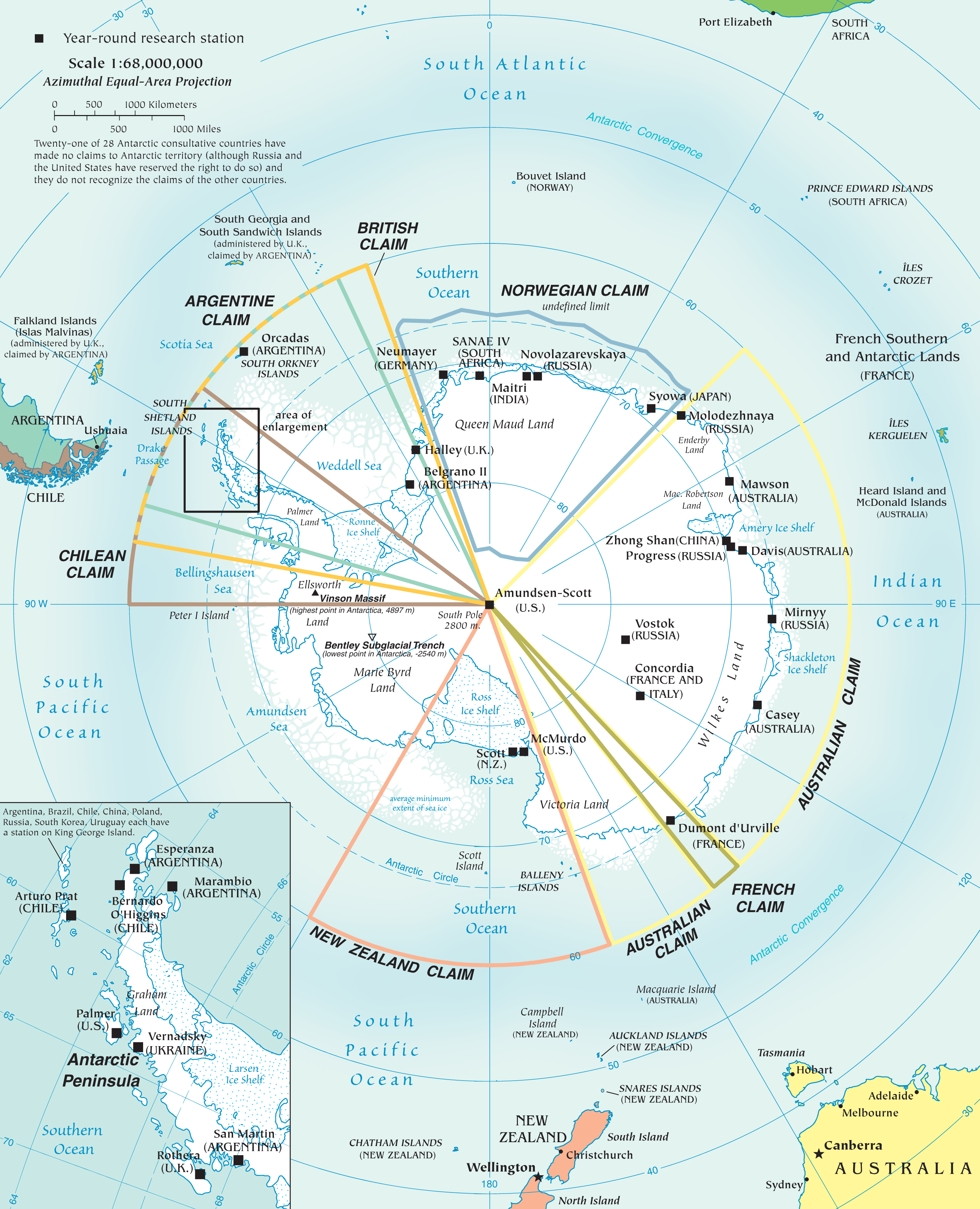
مراكز البحوث والمطالبات الإقليمية في القارة القطبية الجنوبية (2002).

حاليا هناك سبع دول تطالب بأراض على ثمانية أقاليم في أنتاركتيكا. هذه البلدان لها مواقع للملاحظة العلمية ومرافق الدراسة في أنتاركتيكا ضمن الأراضي المطالب بها.
أحيانا يذكر أن معاهدة أنتاركتيكا ترجئ أو تعلق هذه المطالبات. مع ذلك، تنص المادة الرابعة من المعاهدة، التي تتناول مسألة المطالبات الإقليمية، لمجرد أن يحدد مسبقا مطالبات لا تأثر على المعاهدة.

## المطالب الإقليمية بأنتاركتيكا

الدول التي لديها تاريخ من القطب الجنوبي المطالبات الإقليمية.

سبع دول ذات سيادة اتخدت ثمانية اراض كمطالب إقليمية على الأراضي في أنتاركتيكا الأقل من 60 درجة جنوبا موازاة قبل عام 1961. هذه المطالبات قد تم الاعتراف بها فقط بين البلدان التي لها مطالب في هذا المجال. جميع المناطق المطالبة هي قطاعات، باستثناء جزيرة بيتر الأول. أي من هذه المطالبات من ليس لها سكان أصليون. في جزر أوركني الجنوبية التي تقع ضمن الأراضي التي تطالب بها الأرجنتين والمملكة المتحدة، وجزر شيتلاند الجنوبية تقع ضمن المناطق التي تطالب بها الأرجنتين وشيلي، والمملكة المتحدة. بريطانيا وفرنسا وأستراليا ونيوزيلندا والنرويج تعترف بمطالب بعضها الآخر التي لا تتداخل. قبل عام 1962، كانت المقاطعة البريطانية بأنتاركتيكا تابعة داخل نفوذ جزر فوكلاند، وتشمل أيضا جورجيا الجنوبية وجزر ساندويتش الجنوبية. المناطق القطبية الجنوبية أصبحت إقليما منفصلا في الخارج عقب التصديق على معاهدة أنتاركتيكا. جورجيا الجنوبية وجزر ساندويتش الجنوبية ظلت تابعة لجزر فوكلاند حتى عام 1985 عندما أصبحت أيضا أراضي منفصلة في الخارج.

### المطالبات الرسمية
| إقليم                                                 | إقليم                                         | المطالب         | التاريخ | المطالبة حدود | المطالبة حدود | المطالبة حدود |
| ----------------------------------------------------- | --------------------------------------------- | --------------- | ------- | ------------- | ------------- | ------------- |
|                                                       | أرض أديلي                                     | فرنسا           | 1924    |               |               |               |
| الأراضي الجنوبية وانتاركتيكا الفرنسية                 |                                               | فرنسا           | 1924    |               |               |               |
|                                                       | المقاطعة التشيلية بالقارة القطبية الجنوبية    | تشيلي           | 1940    |               |               |               |
| شيلي                                                  |                                               | تشيلي           | 1940    |               |               |               |
|                                                       | المقاطعة الأرجنتينية بالقارة القطبية الجنوبية | الأرجنتين       | 1942    |               |               |               |
| محافظة أرض النار وأنتاركتيكا وجزر جنوب المحيط الأطلسي |                                               | الأرجنتين       | 1942    |               |               |               |
|                                                       | المقاطعة الأسترالية بالقارة القطبية الجنوبية  | أستراليا        | 1933    |               |               |               |
| (أراضي خارجية أسترالية)                               |                                               | أستراليا        | 1933    |               |               |               |
|                                                       | المقاطعة البريطانية بالقارة القطبية الجنوبية  | المملكة المتحدة | 1908    |               |               |               |
| (أراضي ما وراء البحار المملكة المتحدة                 |                                               | المملكة المتحدة | 1908    |               |               |               |
|                                                       | أرض الملكة مود                                | النرويج         | 1939    |               |               |               |
| النرويج                                               |                                               | النرويج         | 1939    |               |               |               |
|                                                       | جزيرة بيتر الأول                              | النرويج         | 1929    |               |               |               |
| النرويج                                               |                                               | النرويج         | 1929    |               |               |               |
|                                                       | منطقة روس                                     | نيوزيلندا       | 1923    |               |               |               |
| نيوزلندا                                              |                                               | نيوزيلندا       | 1923    |               |               |               |

### مطالبات غير رسمية
| الإقليم              | المطالب                                      | الدولة   | التاريخ | حدود المطالبة | حدود المطالبة |
|                      | المقاطعة البرازيلية بالقارة القطبية الجنوبية | البرازيل | 1986    |               |               |
| منطقة مصالح برازيلية |                                              | البرازيل | 1986    |               |               |

### غير مطالب بها
| الإقليم | الإقليم       | حدوده | حدوده |
| ------- | ------------- | ----- | ----- |
|         | أرض ماري بيرد |       |       |
|         |               |       |       |

### مطالبات تاريخية
| إقليم                          | إقليم          | المطالب         | التاريخ | المطالبة حدود | المطالبة حدود |
| ------------------------------ | -------------- | --------------- | ------- | ------------- | ------------- |
|                                | شوابيا الجديدة | ألمانيا النازية | 1939    |               |               |
| (محمية سابقة لألمانيا النازية) | 1945           | ألمانيا النازية |         |               |               |

## جزر انتاركتيكا
أربعة جزر-أقاليم تقع إلى الشمال من 60 درجة دائرة جنوب خط العرض ترتبط أحيانا مع قارة انتاركتيكا. لا يوجد سكان أصليون أيا من هذه الأراضي.
- النرويج : جزيرة بوفيه (تابعة للنرويج)
- فرنسا : الأراضي الجنوبية وأنتاركتيكا الفرنسية[1][2]
- جزيرة هيرد وماكدونالد (أراضي أستراليا الخارجية)
- المملكة المتحدة : أراضي بريطانية في الخارج

## معاهدة أنتاركتيكا

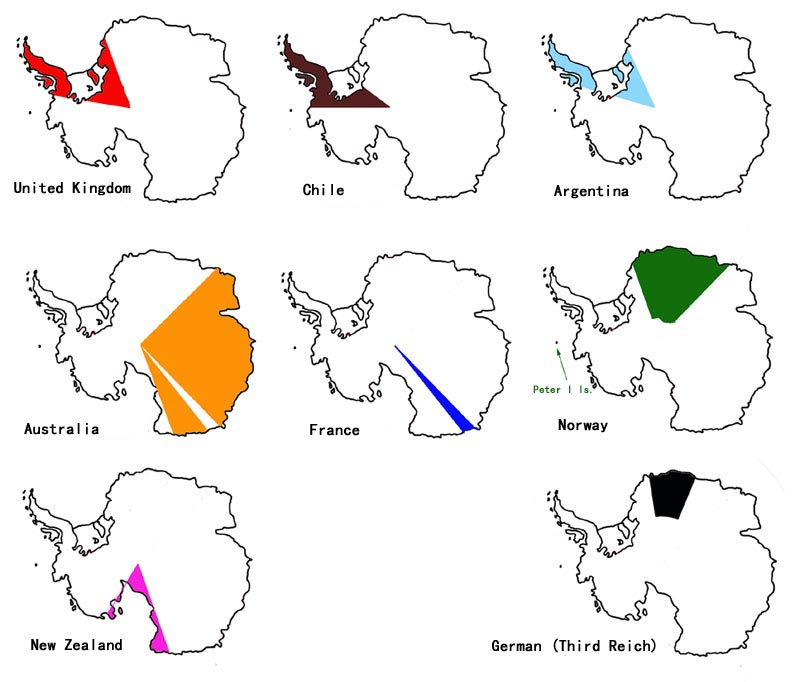
حسب اللون، من اليسار إلى اليمين، ومن الأعلى إلى الأسفل، مطالبات المملكة المتحدة، والشيلي، والأرجنتين، وأستراليا، وفرنسا، والنرويج، ونيوزيلندا، ومطالبة ألمانيا المتخلى عنها.

معاهدة أنتاركتيكا والاتفاقات ذات الصلة بتنظيم العلاقات الدولية فيما يتعلق بأنتاركتيكا، الأرض الوحيدة بدون سكان أصليين. حتى الآن وقع على المعاهدة 46 بلدا، بما في ذلك المملكة المتحدة الولايات المتحدة، والاتحاد السوفياتي المنحل حاليا. معاهدة أنتاركتيكا جانبا بوصفها المحافظة العلمية، التي أنشئت حرية البحث العلمي وحظرت نشاطها العسكري في تلك القارة. هذا هو أول اتفاق الحد من التسلح وضع خلال الحرب الباردة. الاتحاد السوفياتي والولايات المتحدة على حد سواء قدمت تحفظات ضد القيود المفروضة على مطالبات جديدة، الولايات المتحدة وروسيا تؤكدان حقهما في تقديم مطالبات في المستقبل، إذا اختارا ذلك. البرازيل تحتفظ بمحطة القائد فيراز (قاعدة برازيلية في أنتاركتيكا) ولقد اقترح نظرية لترسيم الأراضي باستخدام خطوط الطول، التي من شأنها إعطاء الأراضي إلى الأرجنتين وأوروغواي وبيرو والإكوادور أيضا. بصفة عامة، المطالبات الإقليمية أقل من 60 درجة جنوبا بموازاة وقد تم الاعتراف فقط من بين تلك البلدان مما يجعل المطالبات في المنطقة. ومع ذلك، غالبا ما تدعي مبين على الخرائط من أنتاركتيكا وهذا لا يعني اعترافا قانونيا.
جميع المطالبات قطاعات ما عدا جزيرة بيتر، والحدود التي تحددها درجة من خط الطول. من ناحية دوائر العرض، على الحدود الشمالية لجميع القطاعات هي 60 درجة جنوبا الموازية التي لا تخترق أي قطعة أرض، أو القارة الجزيرة، وأيضا الحد الشمالي لمعاهدة القطب الجنوبى. الحدود الجنوبية لجميع القطاعات انهيارات في نقطة واحدة، والقطب الجنوبي. فقط في القطاع النرويجي هو استثناء: المطالبة الأصلية لعام 1930 لم يتم تحديد الحد الشمالي أو الجنوبي، بحيث أراضيها هي فقط التي تحددها حدود الشرقية والغربية.
الدول المتعاقدة في معاهدة أنتاركتيكا تؤكد على أن المعاهدة:
- ليست تنازلا عن أي ادعاء إقليمي سابق.
- لا تؤثر على أساس المطالبات المقدمة نتيجة للأنشطة دولة موقعة داخل أنتاركتيكا.
- لا تؤثر على حقوق الدولة بموجب القانون الدولي العرفي على الاعتراف (أو ترفض الاعتراف) بأي مطالبة إقليمية أخرى.

ما يؤثر على المعاهدة هي مطالبات جديدة :
- أي الأنشطة التي تحدث بعد عام 1961 يمكن أن تكون أساسا للمطالبة الإقليمية.
- لا يمكن مطالبة جديدة من التقدم.
- لا يمكن أن تكون المطالبة موسعة.